# Route nationale 156
Pour les articles homonymes, voir Route 156.
La route nationale 156, ou RN 156, était une route nationale française reliant Blois à Châteauroux. À la suite de la réforme de 1972, elle a été déclassée en RD 956.

## Tracé de Blois à Châteauroux

### Département de Loir-et-Cher
- Blois (km 0)
- Saint-Gervais-la-Forêt (km 3)
- Cellettes (km 9)
- Cormeray (km 13)
- Contres (km 22)
- La Rouchère, commune de Sassay (km 24)
- Chémery (km 31)
- Selles-sur-Cher (km 42)

### Département de l'Indre
- La Vernelle (km 45)
- Fontguenand (km 48)
- Valençay (km 56)
- Levroux (km 77)
- Cité de Brassioux, commune de Déols (km 96)
- Châteauroux (km 97)